# PARTNER (甲斐よしひろのアルバム)
『PARTNER』（パートナー）は1997年7月9日にリリースされた、甲斐よしひろ6枚目のオリジナル・アルバム。

## 概要
キャッチコピーは「“挑発”という名のパートナーシップ」。
2004年、プロデビュー30周年を記念して5thアルバム『GUTS』とともに、デジタルリマスターが施され再発された。

## 収録曲
1. パートナー
作詞・作曲：甲斐よしひろ
2. は・だ・か
作詞：森雪之丞、作曲：甲斐よしひろ
3. LOVE is No.1
作詞・作曲：甲斐よしひろ
4. ONE
作詞・作曲：甲斐よしひろ、Voice Lyrics：もりばやしみほ
Voice：もりばやしみほ (from hi-posi)
5. BLUE
作詞：CHAGE、作曲：甲斐よしひろ
6. I(#2)
作詞：甲斐よしひろ・GAKU、作曲：甲斐よしひろ
RAP：EAST END
7. クレイジー・レイジー・ラブ
作詞：甲斐よしひろ、作曲・編曲：後藤次利
8. CRY
作詞・作曲：甲斐よしひろ
9. ティーンエイジ・ラスト
作詞・作曲：甲斐よしひろ
甲斐バンドのセルフカバー。
10. ドキ・ドキ
作詞・作曲：甲斐よしひろ

## 参加ミュージシャン
- Vocal：甲斐よしひろ
- Electric Guitar, 6st & 12st Acoustic Guitar, Nylon Strings Guitar, Chorus：鎌田ジョージ
- Bass：後藤次利 (M-7)
- Bass：荻原“メッケン”基文 (M-1,2,3,4,5,6,8)
- Bass：美久月千晴 (M-9,10)
- Drums：青山純 (M-1,2,3,4,5,6,7)
- Drums, Percussion：大久保敦夫 (M-4,8,9,10)
- Keyboards, Acoustic Piano, Hammond Organ：富田素弘 (M-2,3,6,9,10)
- Keyboards, Hammond Organ：前野知常 (M-1,4,5,8)
- Acoustic Piano：竹田元 (M-3)
- Acoustic Piano, Keyboard：富樫春生 (M-7)
- Computer Programming：木本靖夫 (M-7)
- Percussions：木村“キムチ”誠 (M-1,5)
- Trumpet：荒木敏男 (M-7)
- Trumpet：西村浩二 (M-7)
- Trombone：村田陽一 (M-7)
- Saxophone：山本拓夫 (M-7)
- Chorus：松藤英男 (M-2)
- Chorus：山根麻衣 (M-3,7)
- Chorus：山根栄子 (M-3,7)
- Chorus：斉藤万里奈, 浜田萌子, 竹松航, 富士栄宏政将, 三田優作, 富士栄恵理, 原貴恵子, 礼望, 名都子, 将平 (M-10)